# Parafia Wniebowzięcia Najświętszej Maryi Panny we Władysławowie
Parafia Wniebowzięcia Najświętszej Maryi Panny we Władysławowie – jedyna parafia rzymskokatolicka położona we Władysławowie. Mieści się przy Alei Żeromskiego. Wchodzi w skład dekanatu Morskiego w archidiecezji gdańskiej. Prowadzą ją księża ze zgromadzenia Towarzystwa Chrystusowego dla Polonii Zagranicznej (chrystusowcy).

## Historia
Kamień węgielny pod budowę kaplicy w Wielkiej Wsi, która obecnie tworzy prezbiterium, został wmurowany 2 lipca 1930 roku. Dzięki staraniom Towarzystwa Przyjaciół Hallerowa oraz ks. Kazimierza Merkleina w ciągu trzech lat wzniesiono niewielki kościół w stylu neogotyckim pw. św. Wojciecha.
Po II wojnie światowej administrację kościołem powierzono zgromadzeniu księży Chrystusowców. W 1957 roku z inicjatywy ówczesnego proboszcza parafii ks. Alojzego Piłata, zaczęto rozbudowę starego kościoła. Nowa część stanowiła nawę główną całego kościoła. Dobudowany obiekt zyskał wezwanie Wniebowzięcia Matki Boskiej Królowej Wychodźstwa Polskiego. Kościół charakteryzował się nowatorską w owych czasach bryłą modernistyczną, zaprojektowaną przez dwóch architektów gdańskich: Szczepana Bauma i Andrzeja Kuleszę. Kościół został konsekrowany 17 września 1961 roku przez biskupa diecezji chełmińskiej, ks. Kazimierza Kowalskiego.
Proboszczowie parafii:
1946–1950. ks. Stefan Kaczmarek.
1950–1951. ks. Alfons Medycki.
1951–1969. ks. Alojzy Piłat.
1969–1978. ks. Witold Stańczak.
1978–1983. ks. Ryszard Buchalc.
1983–1986. ks. Józef Milewski.
1986–1993. ks. Władysław Szyngiera.
1993–2002. ks. Kazimierz Kotlarz.
2002–2005. ks. Stanisław Gładysz.
2005–2014. ks. Krzysztof Antoń.
2014– 2022 ks. Marek Jarząbek.
2022-nadal ks. Krzysztof Musiałek.

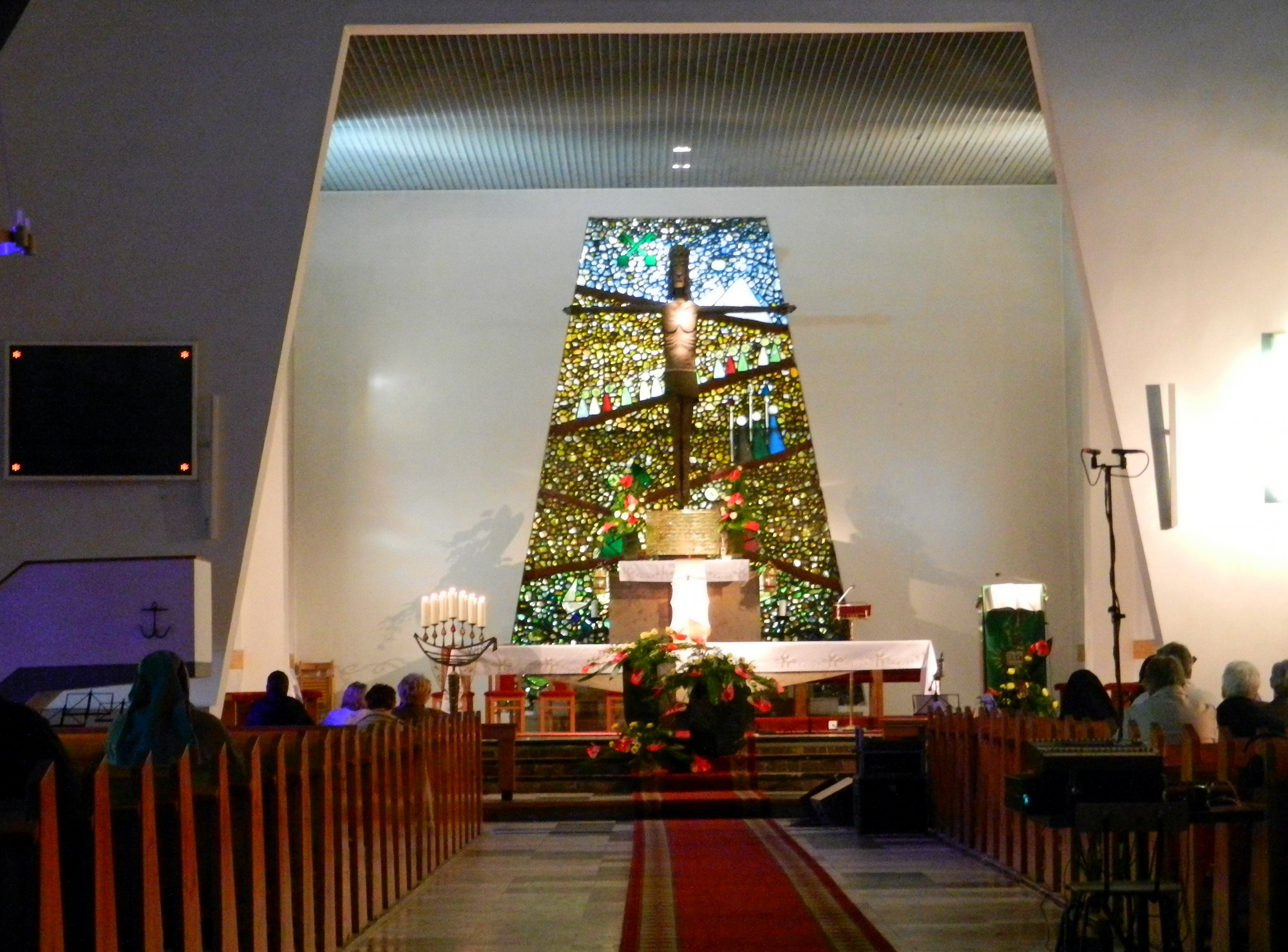
Nawa główna
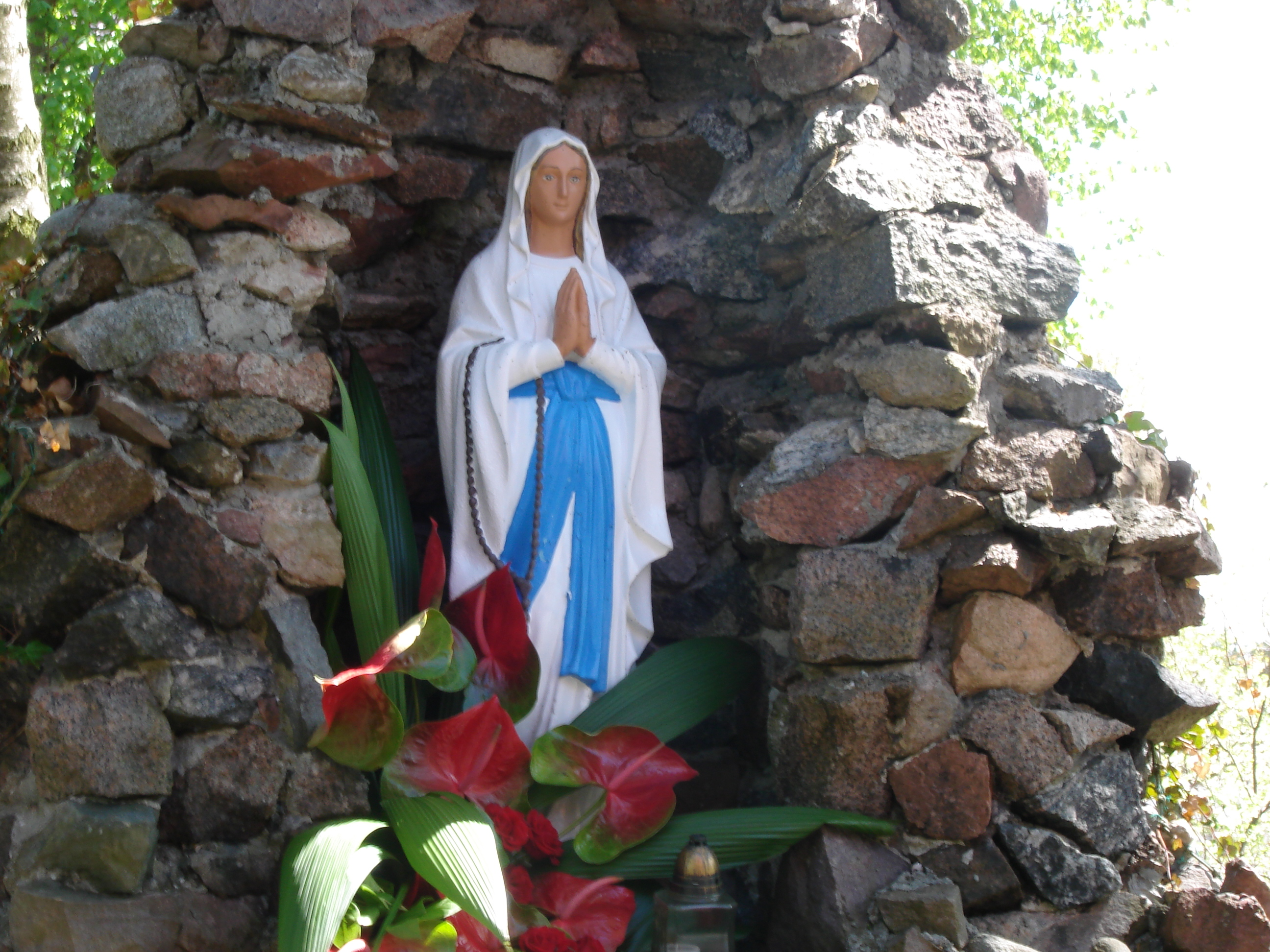
Jedna z wielu rzeźb na terenie kościoła